# Cobh Ramblers FC
Cobh Ramblers FC är en irländsk fotbollsklubb från Cobh.

## Placering tidigare säsonger
1993 och 1994
| Säsong    | Nivå | Liga             | Placering | Referens | Kommentar                                |
| --------- | ---- | ---------------- | --------- | -------- | ---------------------------------------- |
| 1993/1994 | 1    | Premier Division | 10        | [ 2 ]    |                                          |
| 1994/1995 | 1    | Premier Division | 11        | [ 3 ]    | Nedflyttad till First Division 1995/1996 |

Sedan 2013
| Säsong | Nivå | Liga           | Placering | Referens | Kommentar |
| ------ | ---- | -------------- | --------- | -------- | --------- |
| 2013   | 2    | First Division | 7         | [ 4 ]    |           |
| 2014   | 2    | First Division | 8         | [ 5 ]    |           |
| 2015   | 2    | First Division | 6         | [ 6 ]    |           |
| 2016   | 2    | First Division | 3         | [ 7 ]    |           |
| 2017   | 2    | First Division | 2         | [ 8 ]    |           |
| 2018   | 2    | First Division | 8         | [ 9 ]    |           |
| 2019   | 2    | First Division | 7         | [ 10 ]   |           |
| 2020   | 2    | First Division | 7         | [ 11 ]   |           |
| 2021   | 2    | First Division | 8         | [ 12 ]   |           |
| 2022   | 2    | First Division | 9         | [ 13 ]   |           |
| 2023   | 2    | First Division | 3         | [ 14 ]   |           |
| 2024   | 2    | First Division | 8         | [ 15 ]   |           |